# لورل دیل (ویرجینیای غربی)
لورل دیل (به انگلیسی: Laurel Dale) یک منطقهٔ مسکونی در ایالات متحده آمریکا است که در شهرستان مینرال، ویرجینیای غربی واقع شده‌است.